# 松田レレ
松田レレ（マツダ レレ）は、日本のボイストレーナー、スタジオ・ミュージシャン。

## 経歴
東邦音楽短期大学出身、アメリカに本社を置く「TEDDY BEAR PRODUCTIONS」に入社し多数の音楽制作に携わる。
フジテレビ「ミュージックフェア」、NHK「素敵にショータイム」、NHK「音楽・夢くらぶ」、TBSテレビ「A-Studio」、フジテレビ「僕らの音楽 Our Music」、NHK「きよしとこの夜」、NHK「SONGS」、TBSテレビ「日本レコード大賞」、NHK「NHK歌謡コンサート」等の音楽番組に参加。これまでにTo Be Continued、吉田拓郎、氷川きよし等のライブツアーに参加。

## 参加作品

### サウンドトラック参加作品
- テレビアニメ『RAVE』（2002年5月22日、キングレコード）
- アニメ映画『ハッピー フィート』（2006年）
- マダガスカル2（2009年）
- フジテレビ『婚カツ!』（2009年6月24日、キューンミュージック）
- Oops!フェアリーペアレンツ
- ピーターラビットの大冒険（2012年）
- スポンジ・ボブ（2013年〜）
- こひつじのティミー（2013年）
- LEGO ムービー（2014年）
- 笑撃のナムチャックス!（2016年）
- トロールズ（2016年）
- バンビリーナ（2017年〜）
- バンザイ! キング・ジュリアン（2018年〜）
- メリー・ポピンズ リターンズ（2019年）
- シーラとプリンセス戦士（2019年）
- わんわん物語（2020年）
- セサミストリート（2021年〜）

### アーティスト参加作品
- 中島みゆき『DRAMA!』『相聞』
- 吉田拓郎『午後の天気』
- コブクロ『TIMELESS WORLD』

### 音楽制作
- ルミネTokyo Runway 2013
- JR東日本入社式
- トヨタ自動車
- 日本トリム

### CM
- 石丸電気
- ゼクシィ
- サントリー
  - BOSS　浜崎あゆみ編
  - 純生、金麦
- コジマ
- 積水ハウス　八代亜紀編

### その他
- ひまわり荘
  - ひまわり荘 （SIXBEAT RECORD）
  - Japanese Tea （SIXBEAT RECORD）
- GO-RILLA
  - 『日本唱歌集』（2000年12月16日、日本クラウン）
  - ブギ ウギ ゴリラ（NHKみんなのうた）
  - 毎日いちどは考えよう（NHKみんなのうた）